# Ne daj se, Nina
Ne daj se, Nina (deutsch Gib niemals auf, Nina) ist eine kroatische Telenovela, die vom dortigen Privatsender RTL Televizija und dem serbischen Privatsender Prva srpska televizija produziert wurde. Die Serie ist das kroatische Remake der kolumbianischen Telenovela Yo soy Betty, la fea und deren deutschen Version Verliebt in Berlin.

## Produktion und Ausstrahlung
Die Erstausstrahlung von Ne daj se, Nina war am 29. Oktober 2007 auf Prva srpska televizija. RTL Televizija strahlte die Serie ab dem 3. Januar 2008 werktags aus und ersetzte mit dieser seine Seifenoper Zabranjena ljubav im Programm. Ne daj se, Nina wurde in Zagreb, Belgrad, Bosnien und Herzegowina und Montenegro gedreht.

## Handlung
Die kindische und intelligente Nina Brlek lebt mit ihren Eltern Vlado und Mira und ihrem Bruder Davor in einem Vorort von Zagreb. Sie hat exzellente Noten, hat aber bisher aufgrund ihres Aussehens keinen guten Job bekommen. Dies ändert sich, als Nina sich mit Erfolg bei der Modefirma H-Moda um einem Job als Sekretärin des Junior-Geschäftsführers bewirbt. Die Firma wird von Victor Glowatzky geführt, der plant seinem Sohn David die Leitung zu übertragen. Diese Nachricht ist ein Dorn im Auge von Petar Vidić, Davids größtem Konkurrenten und Herausgeber von H-Modas Magazin Helena, und seiner Geliebten Monika Marinović. Petar ist außerdem der Bruder von Davids Verlobten Barbara.
Nina verliebt sich in David, kreuzt aber damit zeitgleich die Intrigen rund um die Familie Glowatzki. So beauftragt Barbara ihre kürzlich geschiedene Freundin Patricija damit, ihren Verlobten im Auge zu behalten, da sie in Nina eine Gefahr für ihre Liebe sieht.

## Rollenbesetzung

### Hauptdarsteller
| Darsteller           | Rollenname                |
| -------------------- | ------------------------- |
| Lana Gojak           | Nina Brlek                |
| Robert Kurbaša       | David Glowatzki           |
| Kristina Krepela     | Barbara Vidić             |
| Petar Ćiritović      | Petar Vidić               |
| Bojana Ordinačev     | Patricija Vučković        |
| Andrija Milošević    | Marko Savić               |
| Ante Čedo Martinić † | Viktor Glowatzki          |
| Ankica Dobrić        | Sofija Glowatzki          |
| Linda Begonja        | Monika Marinović          |
| Edvin Liverić        | Zdenko Aleks „Alex“ Kralj |
| Hana Hegedušić       | Martina Spišić            |
| Saša Buneta          | Branko Kovačević          |
| Vanda Božić          | Koraljka Gabrek           |
| Ivana Boban          | Sanja Poljak              |
| Kristina Bajza       | Ines Kristić              |
| Jasna Beri           | Mira Brlek                |
| Ljubo Zečević        | Vladimir „Vlado“ Brlek    |
| Ivan Pelušić         | Davor Brlek               |
| Edis Žilić           | Nikola Buljubašić         |
| Anica Kovačević      | Ana Marija Herceg         |

### Nebendarsteller
| Darsteller         | Rollenname        |
| ------------------ | ----------------- |
| Ana Majhenić       | Ivanka            |
| Barbara Nola       | Vesna Rihter      |
| Damir Orlić        | Hrvoje Lugarić    |
| Filip Nola         | Saša Čeganjac     |
| Marinko Madžgalj † | Dragan Popadić    |
| Matija Prskalo     | Pamela Privora    |
| Mira Bosanac       | Višnja            |
| Vanda Božić        | Koraljka Gabrek   |
| Nada Abrus         | Violeta Luksić    |
| Onur Mehmed        | Gorazd Petrovski  |
| Ozren Domiter      | Anić              |
| Petra Maroja       | Kristina Maras    |
| Romina Vitasović   | Tiffany Kuljančić |
| Siniša Popović     | Žarko Krajačić    |
| Slavko Sobin       | Ricardo Sierra    |
| Sloboda Mićalović  | Vanessa Tintor    |
| Tony Cetinski      | als er selbst     |